# Relaciones Guatemala-Tayikistán
Las relaciones Guatemala-Tayikistán son las relaciones internacionales entre Tayikistán y Guatemala. Los dos países establecieron relaciones diplomáticas el 20 de agosto de 2006.

## Relaciones diplomáticas
Guatemala y Turkmenistán entablaron relaciones diplomáticas el 20 de agosto de 2006. Ambos países mantienen embajadores concurrentes desde Nueva York. Se espera que en los próximos años Guatemala abra una embajada concurrente para Tayikistán.